# Bret Weinstein

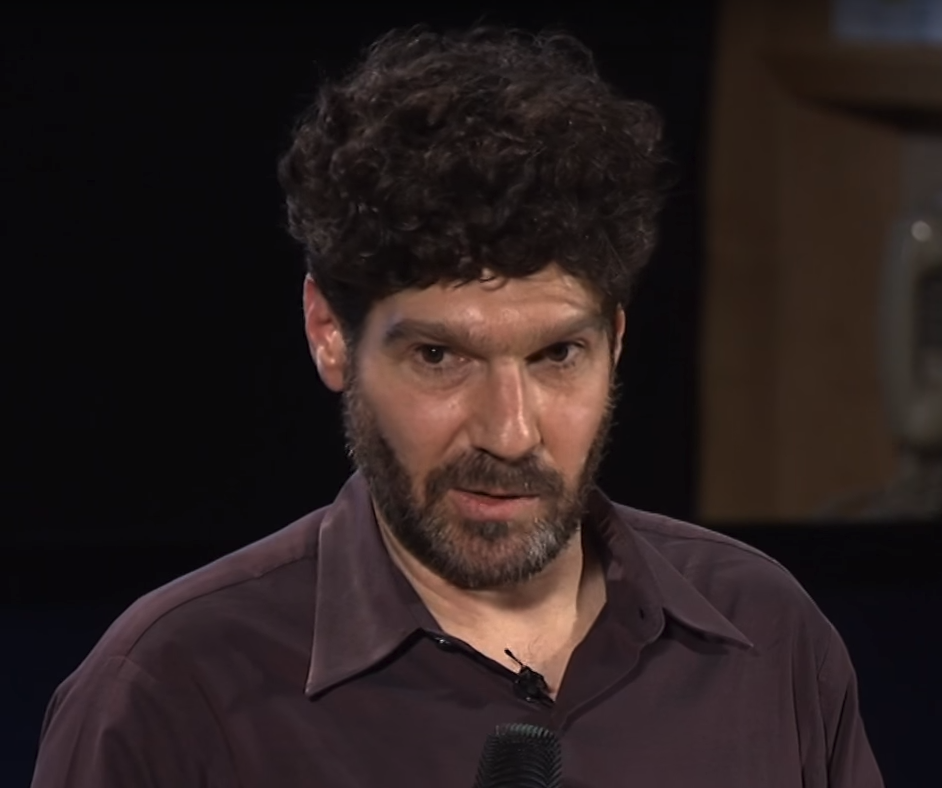
Weinstein lors d'une conférence TEDx au Evergreen State College, en 2012.

Bret Samuel Weinstein /'waɪnstaɪn/ (né le 21 février 1969) est un biologiste et théoricien de l'évolution américain qui s'est fait connaître aux États-Unis lors des manifestations qui ont eu lieu à Evergreen State College en 2017,. Il est considéré comme un membre du groupe informel d'experts dit Intellectual Dark Web,.

## Carrière universitaire
Bret Weinstein a commencé ses études de premier cycle à l'université de Pennsylvanie. En première année, il écrit une lettre au journal de l'école condamnant le harcèlement sexuel des strip-teaseuses lors d'une fête de fraternité Zeta Beta Tau. À la suite de cette lettre, il est lui-même harcelé et transféré à l'université de Californie à Santa Cruz, où il obtient son diplôme de premier cycle. En 2009, il obtient son doctorat à l'université du Michigan.
Bret Weinstein était professeur de biologie à l'Evergreen State College de Washington. En 2002, il publie The Reserve-Capacity Hypothesis, qui affirme que les différences télomériques entre les humains et les souris de laboratoire conduisent les scientifiques à sous-estimer les risques que de nouveaux médicaments posent aux humains sous la forme de maladies cardiaques, de dysfonctionnement hépatique et de défaillance d'organes associés,,.

## Controverse sur la journée d'absence du Evergreen State College
En mars 2017, il écrit une lettre à la faculté d'Evergreen, s'opposant à un changement dans la tradition du Day of Absence établi dans les années 1970 : il s'agissait d’observer volontairement une « journée d'absence » par les étudiants et professeurs issus des minorités, lesquels restaient volontairement en dehors du campus afin de mettre en évidence (par leur absence) leur contribution à la vie universitaire. Le changement annoncé et critiqué par Weinstein interdisait la journée aux Blancs ; il renverserait ce faisant l'événement traditionnel mis en place par les minorités en demandant aux personnes blanches d'assister à un programme hors campus pour parler des problèmes de racisme, tandis que le programme sur le campus serait destiné aux personnes de couleur. Bret Weinstein a estimé que ce changement (non-choisi) créerait un dangereux précédent. En réponse, les organisateurs affirment que la participation à l'évènement serait volontaire et que personne ne voulait obliger tous les Blancs à partir.
En mai 2017, des manifestations d'étudiants perturbent le campus et demandent un certain nombre de changements en son sein. Les manifestations impliquent des allégations de racisme, d'intolérance, des menaces, et ont attiré l'attention nationale sur Evergreen, déclenchant un nouveau débat sur la liberté d'expression sur les campus universitaires. Pendant les manifestations, une altercation survient entre les manifestants et Weinstein,. Encerclé par des étudiants qui chantent « Bret Weinstein doit démissionner », il tente de s'expliquer, en vain.
Dans un procès intenté contre l'école par Bret Weinstein et son épouse Heather Heying, Weinstein a déclaré que le président de l'université n'avait pas demandé aux forces de l'ordre de sanctionner les manifestants. Il a également déclaré que la police du campus lui avait dit qu'elle ne pouvait pas le protéger et l'avait encouragé à rester hors du campus. Il a ensuite tenu son cours de biologie dans un parc public,. Il fait l’objet de harcèlements de la part d’organisations militantes estudiantines antiracistes « woke » et doit démissionner,. En septembre 2017, un accord est conclu : Weinstein et Heying démissionnent et reçoivent 500 000 dollars d'indemnités, après avoir réclamé 3,8 millions de dollars de dommages et intérêts.

## Post-Evergreen
Après sa démission d'Evergreen, Bret Weinstein se rend à Paris en mars 2018 avec Heather Heying pour y tenir des conférences sur la « grande transition », un mouvement vers une civilisation mondiale focalisée sur  le bien-être de tous et écologiquement viable, et promu par le Smart CSOs Lab. Il apparaît sur le podcast de Sam Harris, sur le podcast de Joe Rogan à plusieurs reprises, et il a animé deux débats entre Jordan Peterson et Sam Harris. Il apparaît dans No Safe Spaces, qui documente les incidents Evergreen. Le frère de Bret Weinstein, Eric Weinstein, a inventé le terme « Intellectual Dark Web » et décrit Weinstein comme un de ses membres. Le terme fait référence à un groupe d'universitaires et de personnalités des médias qui publient en dehors des médias grand public,,,.
Depuis juin 2019, Bret Weinstein a commencé le podcast DarkHorse.

## Opinions politiques
Bret Weinstein se décrit comme un progressiste politique et libertarien de gauche. Membre du Parti démocrate, il a soutenu Bernie Sanders et le mouvement Occupy Wall Street. Il a comparu devant le US House Oversight Committee le 22 mai 2018 pour discuter de la liberté d'expression sur les campus universitaires,. En 2020, il lance le plan « Unity », pour la création d'un nouveau parti aux États-Unis, capable de peser dans le jeu politique monopolisé jusqu'alors par les deux partis traditionnels. Bret Weinstein collabore avec « l'Agora pour la grande transition », un projet politique pour éviter l'autodestruction de l'humanité à l'heure de l'anthropocène.

## Vie privée
Bret Weinstein est le frère de l'intellectuel libertarien et homme d'affaires Eric Weinstein, (directeur de la société d'investissement du milliardaire Peter Thiel). Il est d'origine juive et considère que la religion est « métaphoriquement vraie » (et donc matériellement fausse), et qu'il est bon de faire comme si elle était vraie (il y voit des avantages évolutionnistes). Il est marié à Heather Heying, une biologiste évolutionniste qui a également travaillé à Evergreen. Elle a démissionné de l'université avec son mari, après avoir pris une position similaire pendant la controverse sur le jour d'absence.